# Liste des stations du tramway de Montpellier
Pour un article plus général, voir Tramway de Montpellier.
La liste des stations du tramway de Montpellier, en France, comprend 84 stations, depuis le 2 juillet 2016.

## Ligne 1
|  |   |  | Stations                                | Latitude Longitude                | Communes desservies | Correspondances                                    |
|  | - |  | --------------------------------------- | --------------------------------- | ------------------- | -------------------------------------------------- |
|  | ■ |  | Mosson                                  | 43° 36′ 58,51″ N, 3° 49′ 10,89″ E | Montpellier         | 3 34 40 42 234280617661662663668681685             |
|  | • |  | Stade de la Mosson                      | 43° 37′ 16,29″ N, 3° 49′ 02,55″ E | Montpellier         |                                                    |
|  | • |  | Halles de la Paillade                   | 43° 37′ 39,28″ N, 3° 49′ 02,98″ E | Montpellier         |                                                    |
|  | • |  | Saint-Paul                              | 43° 37′ 50,33″ N, 3° 49′ 15,93″ E | Montpellier         |                                                    |
|  | • |  | Hauts de Massane                        | 43° 38′ 10,88″ N, 3° 49′ 21,6″ E  | Montpellier         | 19                                                 |
|  | • |  | Euromédecine                            | 43° 38′ 20,37″ N, 3° 49′ 39,67″ E | Montpellier         | 6 24 616                                           |
|  | • |  | Malbosc - Domaine d'Ô                   | 43° 38′ 04,57″ N, 3° 49′ 59,6″ E  | Montpellier         | 24                                                 |
|  | • |  | Château d'Ô                             | 43° 37′ 53,81″ N, 3° 50′ 35,04″ E | Montpellier         | 6 7                                                |
|  | • |  | Occitanie                               | 43° 38′ 04,5″ N, 3° 50′ 54,81″ E  | Montpellier         | 6 23 26 610614615616                               |
|  | • |  | Hôpital Lapeyronie                      | 43° 37′ 53,97″ N, 3° 51′ 09,36″ E | Montpellier         |                                                    |
|  | • |  | Universités des Sciences et des Lettres | 43° 37′ 44,91″ N, 3° 51′ 41,61″ E | Montpellier         | 22                                                 |
|  | • |  | Saint-Éloi                              | 43° 37′ 37,24″ N, 3° 51′ 56,57″ E | Montpellier         | 10 15                                              |
|  | • |  | Boutonnet - Cité des Arts               | 43° 37′ 21,33″ N, 3° 52′ 05,22″ E | Montpellier         |                                                    |
|  | • |  | Stade Philippidès                       | 43° 37′ 08,29″ N, 3° 52′ 10,19″ E | Montpellier         |                                                    |
|  | • |  | Place Albert 1er - Saint-Charles        | 43° 36′ 59,46″ N, 3° 52′ 26,71″ E | Montpellier         | 4                                                  |
|  | • |  | Louis Blanc - Agora de la Danse         | 43° 36′ 53,1″ N, 3° 52′ 41,28″ E  | Montpellier         | 4                                                  |
|  | • |  | Corum                                   | 43° 36′ 51,03″ N, 3° 52′ 54,52″ E | Montpellier         | 2 4                                                |
|  | • |  | Comédie                                 | 43° 36′ 30,19″ N, 3° 52′ 47,2″ E  | Montpellier         | 2                                                  |
|  | • |  | Gare Saint-Roch                         | 43° 36′ 17,43″ N, 3° 52′ 50,04″ E | Montpellier         | 2 3 4 8 11 17 234280 Grandes lignes, TER Occitanie |
|  | • |  | Du Guesclin                             | 43° 36′ 25,7″ N, 3° 52′ 59,61″ E  | Montpellier         |                                                    |
|  | • |  | Antigone                                | 43° 36′ 30,92″ N, 3° 53′ 11,89″ E | Montpellier         |                                                    |
|  | • |  | Léon Blum                               | 43° 36′ 32,18″ N, 3° 53′ 24,66″ E | Montpellier         | 14                                                 |
|  | • |  | Place de l'Europe                       | 43° 36′ 26,58″ N, 3° 53′ 38,27″ E | Montpellier         | 4 9 16 51 620                                      |
|  | • |  | Rives du Lez                            | 43° 36′ 15,21″ N, 3° 53′ 41,6″ E  | Montpellier         | 3 4                                                |
|  | • |  | Moularès (Hôtel de Ville)               | 43° 36′ 02,25″ N, 3° 53′ 43,87″ E | Montpellier         | 3 4                                                |
|  | • |  | Port Marianne                           | 43° 36′ 05,5″ N, 3° 53′ 57,79″ E  | Montpellier         | 3 16                                               |
|  | • |  | Mondial 98                              | 43° 36′ 10,01″ N, 3° 54′ 14,66″ E | Montpellier         |                                                    |
|  | • |  | Millénaire                              | 43° 36′ 12,15″ N, 3° 54′ 35,83″ E | Montpellier         | 9 15                                               |
|  | • |  | Place de France                         | 43° 36′ 13,56″ N, 3° 54′ 56,52″ E | Montpellier         | 9 15 52 Navette Gare Bus 2 606                     |
|  | ■ |  | Odysseum                                | 43° 36′ 13,29″ N, 3° 55′ 12,99″ E | Montpellier         | P+Tram                                             |

Les stations en gras servent de départ ou de terminus à certaines missions.

## Ligne 2
|  |   |  | Stations                   | Latitude Longitude                | Communes desservies | Correspondances                                    |
|  | - |  | -------------------------- | --------------------------------- | ------------------- | -------------------------------------------------- |
|  | ■ |  | Jacou                      | 43° 39′ 16,24″ N, 3° 54′ 46,08″ E | Jacou               | 22 27                                              |
|  | • |  | Georges Pompidou           | 43° 38′ 57,62″ N, 3° 55′ 15,6″ E  | Castelnau-le-Lez    | 611                                                |
|  | • |  | Via Domitia                | 43° 38′ 48,21″ N, 3° 55′ 46,04″ E | Castelnau-le-Lez    | 30                                                 |
|  | • |  | Aube Rouge                 | 43° 38′ 18,91″ N, 3° 55′ 29,42″ E | Castelnau-le-Lez    | 35                                                 |
|  | • |  | Notre-Dame de Sablassou    | 43° 38′ 03,18″ N, 3° 55′ 20,06″ E | Castelnau-le-Lez    | 21 31 46 51 Bus 3 601612                           |
|  | • |  | Centurions                 | 43° 37′ 58,94″ N, 3° 55′ 01,05″ E | Castelnau-le-Lez    |                                                    |
|  | • |  | La Galine                  | 43° 37′ 53,19″ N, 3° 54′ 32,42″ E | Castelnau-le-Lez    |                                                    |
|  | • |  | Clairval                   | 43° 37′ 48,64″ N, 3° 54′ 09,35″ E | Castelnau-le-Lez    |                                                    |
|  | • |  | Charles de Gaulle          | 43° 37′ 43,06″ N, 3° 53′ 51,92″ E | Castelnau-le-Lez    | 15 16 35 36 41                                     |
|  | • |  | Saint-Lazare               | 43° 37′ 36,34″ N, 3° 53′ 19,18″ E | Montpellier         | 15                                                 |
|  | • |  | Aiguelongue                | 43° 37′ 34,55″ N, 3° 52′ 59,49″ E | Montpellier         | 10 15                                              |
|  | • |  | Jeu de Mail des Abbés      | 43° 37′ 13,49″ N, 3° 53′ 02,63″ E | Montpellier         |                                                    |
|  | • |  | Beaux-Arts                 | 43° 36′ 59″ N, 3° 52′ 58″ E       | Montpellier         |                                                    |
|  | • |  | Corum                      | 43° 36′ 51,03″ N, 3° 52′ 54,52″ E | Montpellier         | 1 4                                                |
|  | • |  | Comédie                    | 43° 36′ 30,19″ N, 3° 52′ 47,2″ E  | Montpellier         | 1                                                  |
|  | • |  | Gare Saint-Roch            | 43° 36′ 17,43″ N, 3° 52′ 50,04″ E | Montpellier         | 1 3 4 8 11 17 234280 Grandes lignes, TER Occitanie |
|  | • |  | Rondelet                   | 43° 36′ 11,16″ N, 3° 52′ 33,83″ E | Montpellier         | 4 11 17 33 38                                      |
|  | • |  | Nouveau Saint-Roch         | 43° 35′ 57,8″ N, 3° 52′ 32,44″ E  | Montpellier         | 4                                                  |
|  | • |  | Saint-Cléophas             | 43° 35′ 41,61″ N, 3° 52′ 33,45″ E | Montpellier         | 53                                                 |
|  | • |  | Lemasson                   | 43° 35′ 37,14″ N, 3° 52′ 23,09″ E | Montpellier         |                                                    |
|  | • |  | Mas Drevon                 | 43° 35′ 43,87″ N, 3° 52′ 04,37″ E | Montpellier         |                                                    |
|  | • |  | Croix d'Argent             | 43° 35′ 32,71″ N, 3° 51′ 59,18″ E | Montpellier         |                                                    |
|  | • |  | Villeneuve d'Angoulême     | 43° 35′ 19,53″ N, 3° 51′ 56,41″ E | Montpellier         |                                                    |
|  | • |  | Sabines                    | 43° 35′ 03,58″ N, 3° 51′ 34,81″ E | Montpellier         | 15 18 53 Navette Ovalie 602                        |
|  | • |  | Victoire 2                 | 43° 34′ 29,52″ N, 3° 50′ 57,6″ E  | Saint-Jean-de-Védas |                                                    |
|  | • |  | La Condamine               | 43° 34′ 19,25″ N, 3° 50′ 40,25″ E | Saint-Jean-de-Védas |                                                    |
|  | • |  | Saint-Jean-le-Sec          | 43° 34′ 15,12″ N, 3° 50′ 16,51″ E | Saint-Jean-de-Védas | 20 32 603                                          |
|  | ■ |  | Saint-Jean-de-Védas Centre | 43° 34′ 29,7″ N, 3° 49′ 50,41″ E  | Saint-Jean-de-Védas | 20 33 43                                           |

Les stations en gras servent de départ ou de terminus à certaines missions.

## Ligne 3
|  |   |   |   |  | Stations                      | Latitude Longitude                | Communes desservies | Correspondances                                    |
|  | - | - | - |  | ----------------------------- | --------------------------------- | ------------------- | -------------------------------------------------- |
|  |   | ■ |   |  | Juvignac                      | 43° 37′ 03,52″ N, 3° 48′ 33,34″ E | Juvignac            | 25                                                 |
|  |   | • |   |  | Mosson                        | 43° 36′ 58,51″ N, 3° 49′ 10,89″ E | Montpellier         | 1 34 40 42 234280617661662663668681685             |
|  |   | • |   |  | Celleneuve                    | 43° 36′ 56,48″ N, 3° 49′ 33,57″ E | Montpellier         | 10                                                 |
|  |   | • |   |  | Pilory                        | 43° 37′ 10,91″ N, 3° 49′ 55,65″ E | Montpellier         |                                                    |
|  |   | • |   |  | Hôtel du Département          | 43° 37′ 19,59″ N, 3° 50′ 06,99″ E | Montpellier         | 7 19                                               |
|  |   | • |   |  | Pergola                       | 43° 37′ 03,21″ N, 3° 50′ 22,87″ E | Montpellier         |                                                    |
|  |   | • |   |  | Tonnelles                     | 43° 36′ 48,84″ N, 3° 50′ 23,36″ E | Montpellier         | 10 15                                              |
|  |   | • |   |  | Jules Guesde                  | 43° 36′ 40,22″ N, 3° 50′ 50,28″ E | Montpellier         |                                                    |
|  |   | • |   |  | Astruc                        | 43° 36′ 36,77″ N, 3° 51′ 17,4″ E  | Montpellier         |                                                    |
|  |   | • |   |  | Les Arceaux                   | 43° 36′ 35,92″ N, 3° 51′ 42,16″ E | Montpellier         |                                                    |
|  |   | • |   |  | Plan Cabanes                  | 43° 36′ 30,37″ N, 3° 52′ 05,62″ E | Montpellier         |                                                    |
|  |   | • |   |  | Saint-Denis                   | 43° 36′ 19,82″ N, 3° 52′ 26,37″ E | Montpellier         |                                                    |
|  |   | • |   |  | Observatoire                  | 43° 36′ 22,88″ N, 3° 52′ 36,46″ E | Montpellier         | 4                                                  |
|  |   | • |   |  | Gare Saint-Roch - République  | 43° 36′ 17,43″ N, 3° 52′ 50,04″ E | Montpellier         | 1 2 4 8 11 17 234280 Grandes lignes, TER Occitanie |
|  |   | • |   |  | Place Carnot                  | 43° 36′ 13,31″ N, 3° 53′ 03,34″ E | Montpellier         | 8 11                                               |
|  |   | • |   |  | Voltaire                      | 43° 36′ 13,38″ N, 3° 53′ 20,83″ E | Montpellier         |                                                    |
|  |   | • |   |  | Rives du Lez - Consuls de Mer | 43° 36′ 15,21″ N, 3° 53′ 41,6″ E  | Montpellier         | 1 4                                                |
|  |   | • |   |  | Moularès (Hôtel de Ville)     | 43° 36′ 02,25″ N, 3° 53′ 43,87″ E | Montpellier         | 1 4                                                |
|  |   | • |   |  | Port Marianne                 | 43° 36′ 05,5″ N, 3° 53′ 57,79″ E  | Montpellier         | 1 16                                               |
|  |   | • |   |  | Pablo Picasso                 | 43° 35′ 53,59″ N, 3° 54′ 11,52″ E | Montpellier         |                                                    |
|  | • | • | • |  | Boirargues                    | 43° 34′ 59,85″ N, 3° 55′ 27,66″ E | Lattes              | 28 Bus 5 607621                                    |
|  | • |   |   |  | Cougourlude                   | 43° 34′ 16,83″ N, 3° 54′ 50,56″ E | Lattes              |                                                    |
|  | ■ |   |   |  | Lattes Centre                 | 43° 34′ 13,94″ N, 3° 54′ 17,22″ E | Lattes              | 18                                                 |
|  |   |   | • |  | ÉcoPôle                       | 43° 34′ 42,33″ N, 3° 56′ 03,64″ E | Pérols              |                                                    |
|  |   |   | • |  | Parc Expo                     | 43° 34′ 21,54″ N, 3° 56′ 46,29″ E | Pérols              | 28                                                 |
|  |   |   | • |  | Pérols Centre                 | 43° 33′ 57,73″ N, 3° 57′ 25,57″ E | Pérols              | Parking non surveillé                              |
|  |   |   | ■ |  | Pérols Étang de l'Or          | 43° 33′ 29,17″ N, 3° 57′ 48,75″ E | Pérols              | 28 Bus 1 4 633                                     |

Les stations en gras servent de départ ou de terminus à certaines missions.

## Ligne 4
|  |   |   | Stations                                              | Latitude Longitude                | Communes desservies | Correspondances                                    |
|  | - | - | ----------------------------------------------------- | --------------------------------- | ------------------- | -------------------------------------------------- |
|  | ■ |   | Garcia Lorca                                          | 43° 35′ 28,31″ N, 3° 53′ 26,98″ E | Montpellier         | 8 11 32 631                                        |
|  |   | • | Restanque (Restanca)                                  | 43° 35′ 25,57″ N, 3° 53′ 06,29″ E | Montpellier         |                                                    |
|  |   | • | Saint-Martin (Sant Martin)                            | 43° 35′ 32,6″ N, 3° 52′ 48,76″ E  | Montpellier         |                                                    |
|  |   | • | Nouveau Saint-Roch (Sant Ròc Novèl)                   | 43° 35′ 57,8″ N, 3° 52′ 32,44″ E  | Montpellier         | 2                                                  |
|  |   | • | Rondelet                                              | 43° 36′ 11,16″ N, 3° 52′ 33,83″ E | Montpellier         | 2 11 17 33 38                                      |
|  |   | • | Gare Saint-Roch - République (Gara Sant Ròc)          | 43° 36′ 17,43″ N, 3° 52′ 50,04″ E | Montpellier         | 1 2 3 8 11 17 234280 Grandes lignes, TER Occitanie |
|  |   | • | Observatoire (Observatòri)                            | 43° 36′ 22,88″ N, 3° 52′ 36,46″ E | Montpellier         | 3                                                  |
|  |   | • | Saint Guilhem-Courreau (Sant Guilhem/Corrau)          | 43° 36′ 30,83″ N, 3° 52′ 23,03″ E | Montpellier         |                                                    |
|  |   | • | Peyrou-Arc De Triomphe (Peiron/Arc de Trionfe)        | 43° 36′ 39,95″ N, 3° 52′ 18,89″ E | Montpellier         |                                                    |
|  |   | • | Albert 1er-Cathédrale (Albèrt Primier/Catedrala)      | 43° 36′ 54,27″ N, 3° 52′ 26,23″ E | Montpellier         | 1                                                  |
|  |   | • | Louis Blanc (Lois Blanc)                              | 43° 36′ 53,1″ N, 3° 52′ 41,28″ E  | Montpellier         | 1                                                  |
|  |   | • | Corum (Còrum)                                         | 43° 36′ 51,03″ N, 3° 52′ 54,52″ E | Montpellier         | 1 2                                                |
|  |   | • | Les Aubes (Las Aubas)                                 | 43° 36′ 50,28″ N, 3° 53′ 17,62″ E | Montpellier         | 14                                                 |
|  |   | • | Pompignane (Popinhana)                                | 43° 36′ 45,34″ N, 3° 53′ 41,77″ E | Montpellier         |                                                    |
|  |   | • | Place de l'Europe (Plaça d'Euròpa)                    | 43° 36′ 26,58″ N, 3° 53′ 38,27″ E | Montpellier         | 1 9 16 51 620                                      |
|  |   | • | Rives du Lez (Ribas de Lès)                           | 43° 36′ 15,21″ N, 3° 53′ 41,6″ E  | Montpellier         | 1 3                                                |
|  |   | • | Georges Frêche - Hôtel de Ville (Jòrdi Frêche/Comuna) | 43° 35′ 57,94″ N, 3° 53′ 41,76″ E | Montpellier         | 1 3                                                |
|  | • |   | La Rauze (La Rausa)                                   | 43° 35′ 36,88″ N, 3° 53′ 45,21″ E | Montpellier         |                                                    |

Les stations en gras servent de départ ou de terminus à certaines missions.

## En construction

### Ligne 5
La ligne 5 du tramway de Montpellier est un projet de ligne qui, sur une longueur de 20,5 km, devrait desservir les communes de Lavérune, Montpellier, Clapiers, Montferrier-sur-Lez et Prades-le-Lez. Elle est censée venir compléter le réseau existant en desservant des zones qui ne le sont pas actuellement avec le tramway. Le projet de la ligne 5 est envisagé à l'horizon 2025 sous un tracé moins coûteux après un moratoire de 2014 à 2016.
|   |   |  | Stations                              | Latitude Longitude                | Communes desservies | Correspondances |
| - | - |  | ------------------------------------- | --------------------------------- | ------------------- | --------------- |
|   | ■ |  | Clapiers                              | 43° 39′ 13″ N, 3° 52′ 21″ E       | Clapiers            | P+Tram          |
|   | • |  | Montferrier-sur-Lez                   | 43° 39′ 04,82″ N, 3° 52′ 02,28″ E | Montferrier-sur-Lez |                 |
|   | • |  | Agropolis                             | 43° 38′ 43,95″ N, 3° 52′ 07,06″ E | Montpellier         |                 |
|   | • |  | Plan des 4 Seigneurs                  | 43° 38′ 34,77″ N, 3° 51′ 38,92″ E | Montpellier         |                 |
|   | • |  | CNRS - Zoo de Lunaret                 | 43° 38′ 17,46″ N, 3° 51′ 57,26″ E | Montpellier         |                 |
|   | • |  | Pôle Chimie Balard                    | 43° 38′ 02,69″ N, 3° 52′ 04,97″ E | Montpellier         |                 |
|   | • |  | Université Paul Valéry                | 43° 37′ 48,46″ N, 3° 52′ 11,1″ E  | Montpellier         |                 |
|   | • |  | Saint-Éloi - Docteur Pezet            | 43° 37′ 37,09″ N, 3° 51′ 59,76″ E | Montpellier         | 1               |
|   | • |  | Boutonnet - Cité des Arts             | 43° 37′ 21,33″ N, 3° 52′ 05,22″ E | Montpellier         | 1               |
|   | • |  | Stade Philippidès                     | 43° 37′ 08,29″ N, 3° 52′ 10,19″ E | Montpellier         | 1               |
|   | • |  | Place Albert 1er - Saint-Charles      | 43° 36′ 53,14″ N, 3° 52′ 25,32″ E | Montpellier         | 1               |
|   | • |  | Place Albert 1er - Jardin des Plantes | 43° 36′ 52″ N, 3° 52′ 24″ E       | Montpellier         | 4               |
|   | • |  | Peyrou-Arc de triomphe                | 43° 36′ 41,4″ N, 3° 52′ 20,36″ E  | Montpellier         | 4               |
|   | • |  | Saint-Guilhem-Courreau                | 43° 36′ 29,12″ N, 3° 52′ 24,73″ E | Montpellier         | 4               |
| ↓ | • |  | Gambetta                              | 43° 36′ 17,89″ N, 3° 52′ 28,04″ E | Montpellier         | 3               |
| ↑ | • |  | Gambetta - Saint-Denis                | 43° 36′ 18″ N, 3° 52′ 28″ E       | Montpellier         | 3               |
|   | • |  | Parc Clemenceau                       | 43° 36′ 12″ N, 3° 52′ 18″ E       | Montpellier         |                 |
|   | • |  | Place du 8 mai 1945                   | 43° 36′ 04,57″ N, 3° 52′ 04,69″ E | Montpellier         |                 |
|   | • |  | Cité Créative - Parc Montcalm         | 43° 36′ 05,03″ N, 3° 51′ 47,49″ E | Montpellier         |                 |
|   | • |  | Chamberte Les Roses                   | 43° 36′ 10″ N, 3° 51′ 17″ E       | Montpellier         |                 |
|   | • |  | Estanove                              | 43° 36′ 02″ N, 3° 50′ 57″ E       | Montpellier         |                 |
|   | • |  | Yves du Manoir                        | 43° 35′ 42″ N, 3° 51′ 00″ E       | Montpellier         |                 |
|   | • |  | Ovalie                                | 43° 35′ 29″ N, 3° 50′ 52″ E       | Montpellier         |                 |
|   | • |  | Parc Bagatelle                        | 43° 35′ 37″ N, 3° 50′ 34″ E       | Montpellier         |                 |
|   | • |  | Parc Font-Colombe                     | 43° 35′ 43″ N, 3° 50′ 14″ E       | Montpellier         |                 |
|   | • |  | Parc des Bouisses                     | 43° 35′ 35″ N, 3° 49′ 46″ E       | Montpellier         |                 |
|   | ■ |  | Grés de Montpellier                   | 43° 35′ 35″ N, 3° 49′ 26″ E       | Saint-Jean-de-Védas | P+Tram          |

Les stations en gras servent de départ ou de terminus à certaines missions.